# Jaap van Praag (sportbestuurder)

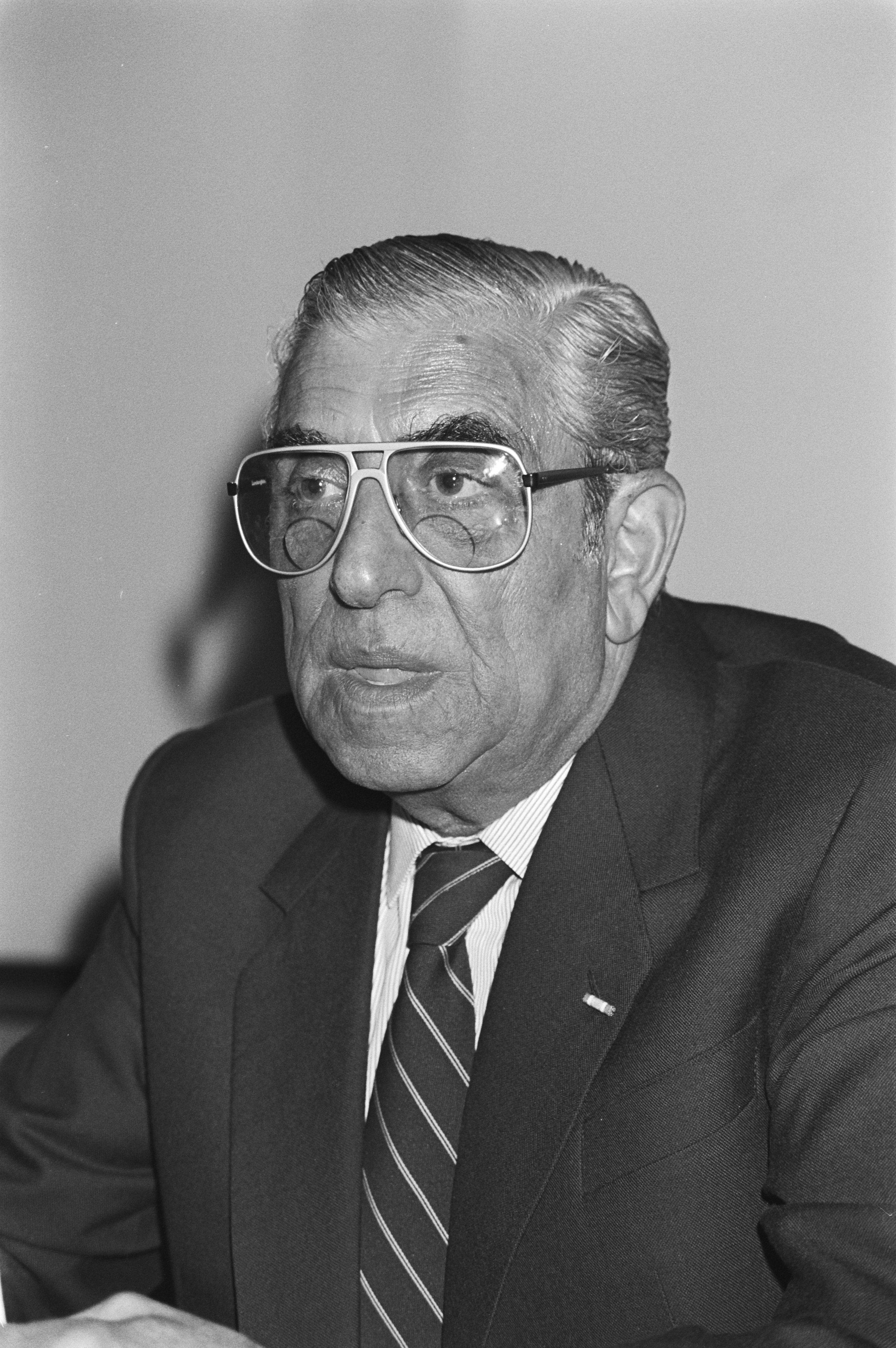
Jaap van Praag in 1981

Jacob (Jaap) van Praag (Amsterdam, 10 juli 1910 – aldaar, 7 augustus 1987) was een Nederlands sportbestuurder.
Jaap van Praag begon met werken in de muziekinstrumentenzaak van zijn vader in Amsterdam. In tegenstelling tot zijn vader zag hij veel mogelijkheden in de grammofoonplaten en begon een eigen zaak aan het Spui, genaamd His Master's Voice. In de Tweede Wereldoorlog zag hij zich als jood genoodzaakt onder te duiken. Eerst bij de oom van Ajax-speler Wim Schoevaart, en later tweeënhalf jaar boven een fotozaak aan de Overtoom. Doordat de winkeleigenaar niet wist dat hij daar was, mocht hij slechts bewegingsloos op een stoel zitten. Zijn toenmalige vrouw was niet joods en hoefde niet onder te duiken, zij verliet hem voor een ander tijdens deze periode.
De ouders van Jaap van Praag en zijn zus keerden niet terug uit vernietigingskamp Auschwitz.
Na de oorlog bleef hij actief als zakenman in de muziekwereld. Ook was hij actief bij de televisie. In 1962 presenteerde hij voor de VARA het programma Onbekend Talent. Het was een van de eerste programma's die jong talent een kans gaven op de televisie.

## Ajax
Jaap van Praag werd in 1964 voorzitter van Ajax, en met hem brak een gouden tijd aan. De club was het seizoen daarvoor ternauwernood ontsnapt aan degradatie. Van Praag koos ervoor de voormalige Ajax aanvaller Rinus Michels aan te trekken als coach en professionaliseerde de club met de hulp van onder meer investeerder Maup Caransa en de gebroeders Van der Meijden. Deze broers Van der Meijden hadden in de oorlog gecollaboreerd met de nazi's en staan bekend als de "bunkerbouwers". 
Jaap van Praag gaf toe nooit moeite te hebben met liegen als het in het belang van zijn club was. Beroemd in dit verband is ook de uitlating van Johan Cruijff over Jaap van Praag "Ik heb hem nog nooit op een waarheid kunnen betrappen". Onder Van Praag won Ajax van 1971 tot en met 1973 drie maal op rij de Europacup I. Jaap van Praag werd bij Ajax opgevolgd door Ton Harmsen.
In 1987 kwam Jaap van Praag op 77-jarige leeftijd bij een verkeersongeval om het leven. Cees van Cuilenborg, de toenmalige hoofdredacteur van Voetbal International, beschreef in zijn in memoriam het leven van Jaap van Praag als een leven met een lach.

## Familie
Jaap van Praag had vier kinderen uit twee huwelijken. Zijn eerste huwelijk bleef kinderloos. Uit zijn tweede huwelijk kreeg hij dochter Peggy en zoon Michael.  Michael van Praag werd later evenals zijn vader voorzitter van Ajax in een succesvolle periode; hij vervulde deze functie veertien jaar lang (van 1989-2003). Uit het derde huwelijk van Jaap van Praag kwamen twee dochters voort, Pamela en  presentatrice Beryl van Praag.
Zijn jongere broer is Max van Praag, die bekend werd als zanger. De nieuwslezeres Marga van Praag en presentator Chiel van Praag zijn diens kinderen en Jaap van Praag is dus hun oom.

## Naamsverwarring
Jaap van Praag wordt wel verward met zijn naamgenoot Jaap van Praag, humanist en politicus. Beide waren ongeveer even oud (geboren 1910 en 1911), geboren in Amsterdam en overleefden de oorlog door onder te duiken. Daarnaast hebben beiden een rol gespeeld bij de VARA.